# Gustav Starzmann
Gustav Adolf Starzmann (* 19. September 1944 in Bad Reichenhall; † 25. März 2023) war ein deutscher Politiker (SPD).

## Werdegang
Starzmann besuchte die Oberrealschule in Bad Reichenhall, wo er 1963 sein Abitur machte. Er studierte Geodäsie an der TH München und schloss als Diplom-Ingenieur ab. Es folgte eine Referendarausbildung für den höheren Staatsdienst als Vermessungs- und Flurbereinigungsingenieur und die große Staatsprüfung 1971. Danach war er von 1971 bis 1982 unter anderem am Bayerischen Landesvermessungsamt und am Vermessungsamt Traunstein tätig und danach als Lehrbeauftragter für Geodätisches Rechnen an der Hochschule der Bundeswehr München tätig.
1966 wurde Starzmann Mitglied der SPD. Er saß von 1982 bis 2003 im Bayerischen Landtag.